# Machairodus
A Machairodus az emlősök (Mammalia) osztályának ragadozók (Carnivora) rendjébe, ezen belül a macskafélék (Felidae) családjába és a fosszilis kardfogú macskaformák (Machairodontinae) alcsaládjába tartozó nem, amely a késő miocén földtörténeti korban élt.

## Tudnivalók
A machairodusok körülbelül 23,03–5,332 millió évvel ezelőtt népesítették be Európát, Ázsiát, Afrikát és Észak-Amerikát. A Machairodus volt az egyik legősibb kardfogú macskanem, egyes feltételezések szerint a pliocén elejére belőlük alakult ki a Homotherium, mely a késő pleisztocénig népesítette be Európát, Ázsiát, Afrikát, Észak- és Dél-Amerikát.
A legnagyobb Machairodus-faj 1-1,2 méter magas és 2 méter hosszú volt. Koponyája látványosan keskeny volt a modern macskafélékhez képest, szemfogai hosszúak, vékonyak és oldalról lapítottak voltak. Valószínűleg a késhez hasonlóan működtek, a ragadozó zsákmányállata torkának felhasítására használta.
A machairodusok valószínűleg lesből vadásztak, mivel a lábai túl rövidek voltak ahhoz, hogy egy hosszú üldözést lehetővé tegyenek, ezért lesből ugrott áldozatára.

## Rendszerezés
A nembe az alábbi 6 faj tartozik:
- Machairodus alberdiae Ginsburg et al., 1981
- Machairodus aphanistus Kaup, 1832 - típusfaj
- Machairodus laskerevi Sotnikova, 1992[1]
- Machairodus pseudaeluroides Schmidt-Kittler, 1976[1]
- Machairodus robinsoni Kurtén, 1975
- Machairodus horribilis Schlosser, 1903